# Pferdeenzephalomyelitis
Unter dem Begriff Pferdeenzephalomyelitis werden verschiedene Viruserkrankungen bei Pferden zusammengefasst, die das Gehirn und Rückenmark schädigen (Enzephalomyelitis). Sie sind Zoonosen und daher anzeigepflichtige Tierseuchen. 
Die Pferdeenzephalomyelitiden werden unterteilt in:
- Amerikanische Pferdeenzephalomyelitiden
  - Östliche Pferdeenzephalomyelitis (Eastern Equine Encephalomyelitis, EEE)
  - Western Equine Encephalomyelitis (WEE)
  - Venezolanische Pferdeenzephalomyelitis (Venezolanische Equine Encephalomyelitis, VEE)
- Japanische Enzephalitis

Im weiteren Sinne gehören auch andere Flavivirus-Infektionen (West-Nil-Virus-Infektion, Louping Ill), Tollwut und Borna-Krankheit zu den bei Pferden vorkommenden neurotropen Viruserkrankungen. Für Tollwut besteht ebenfalls Anzeigepflicht, für die Borna-Krankheit gilt Meldepflicht.